# Regelindis van Lotharingen
Regelindis van Lotharingen (ca. 994 - na 1064) was een dochter van Gozelo I van Verdun. Zij huwt in 1035  met Albert II van Namen. Hun kinderen waren Albert III van Namen en Hendrik van Durbuy (ovl. na 1088). Regelindis bracht als bruidsschat het allodium (later: graafschap) Durbuy aan; zij deed als weduwe tal van schenkingen aan Sint-Aubin.

## Voorouders
| Voorouders van Regelindis van Lotharingen | Voorouders van Regelindis van Lotharingen                            | Voorouders van Regelindis van Lotharingen                            | Voorouders van Regelindis van Lotharingen                            | Voorouders van Regelindis van Lotharingen                            | Voorouders van Regelindis van Lotharingen  | Voorouders van Regelindis van Lotharingen  | Voorouders van Regelindis van Lotharingen  | Voorouders van Regelindis van Lotharingen  |
| ----------------------------------------- | -------------------------------------------------------------------- | -------------------------------------------------------------------- | -------------------------------------------------------------------- | -------------------------------------------------------------------- | ------------------------------------------ | ------------------------------------------ | ------------------------------------------ | ------------------------------------------ |
| Overgrootouders                           | Gozelo (911–943) ∞ Uda van Metz (910-963)                            | Gozelo (911–943) ∞ Uda van Metz (910-963)                            | Herman Billung (±900–973) ∞ Hildegarde van Westerburg (?–?)          | Herman Billung (±900–973) ∞ Hildegarde van Westerburg (?–?)          | ? (-) ∞ ? (–)                              | ? (-) ∞ ? (–)                              | ? (-) ∞ ? (-)                              | ? (-) ∞ ? (-)                              |
| Grootouders                               | Godfried van Verdun (±930–1002) ∞ 963 Mathilde van Saksen (942-1008) | Godfried van Verdun (±930–1002) ∞ 963 Mathilde van Saksen (942-1008) | Godfried van Verdun (±930–1002) ∞ 963 Mathilde van Saksen (942-1008) | Godfried van Verdun (±930–1002) ∞ 963 Mathilde van Saksen (942-1008) | ? (-) ∞ ? (–)                              | ? (-) ∞ ? (–)                              | ? (-) ∞ ? (–)                              | ? (-) ∞ ? (–)                              |
| Ouders                                    | Gozelo I van Verdun (963/970-1044) ∞ ? (-)                           | Gozelo I van Verdun (963/970-1044) ∞ ? (-)                           | Gozelo I van Verdun (963/970-1044) ∞ ? (-)                           | Gozelo I van Verdun (963/970-1044) ∞ ? (-)                           | Gozelo I van Verdun (963/970-1044) ∞ ? (-) | Gozelo I van Verdun (963/970-1044) ∞ ? (-) | Gozelo I van Verdun (963/970-1044) ∞ ? (-) | Gozelo I van Verdun (963/970-1044) ∞ ? (-) |
| Regelindis van Lotharingen (~994-1064)    |                                                                      |                                                                      |                                                                      |                                                                      |                                            |                                            |                                            |                                            |